# Большая пятёрка (оркестры США)

Больша́я пятёрка (англ. Big Five) — традиционное в американской музыкальной критике и журналистике обозначение пяти ведущих симфонических оркестров США. В это число входят:
- Нью-Йоркский филармонический оркестр
- Бостонский симфонический оркестр
- Чикагский симфонический оркестр
- Филадельфийский оркестр
- Кливлендский оркестр

Считается, что этот состав пятёрки устоялся в середине 1960-х гг.: до этого оркестры Нью-Йорка, Бостона и Филадельфии имели значительно бо́льшие возможности для обретения и поддержания популярности, поскольку на Северо-Востоке США быстрее развивались радиовещание и индустрия звукозаписи.
Начиная с 1980-х гг. предпринимались неоднократные попытки оспорить или расширить состав «Большой пятёрки», но инерция этого словоупотребления остаётся очень большой.
По мнению английского музыкального обозревателя Нормана Лебрехта, сегодня[когда?] оркестры «Большой пятёрки» — лидеры вовсе не в области музыки, а всего лишь в музыкальном бизнесе.